# Nina Rasmussen
Nina Aisha Rasmussen (født 6. august 1942 i København) er en dansk forfatter, eventyrer og foredragsholder. Er uddannet på Kunsthåndværkerskolen i København i perioden 1958-1962 som tekstiltegner. Hun etablerede teatergruppen Solvognen i 1969, hvor hun hovedsagligt fungerede som forfatter, men arbejdede også som skuespiller og scenograf til 1980. Solvognen blev nedlagt igen i 1982. I 1989 modtog hun Åge Krarup Nielsens legat fra Eventyrenes klub sammen med Hjalte Tin. Hun modtog også et arbejdslegat fra Litteraturrådet til arbejdet med Solvognen. Hun er medlem af Danske Kvindelige Æventyrere og Dansk Pen.
Hun har også kørt verden rundt på motorcykel med sin familie.
Rasmussen blev i 2013 danmarksmester i græskardyrkning.